# Daisuke Kikuchi
Daisuke Kikuchi (jap. 菊池 大介 Kikuchi Daisuke; ur. 12 kwietnia 1991) – japoński piłkarz występujący na pozycji pomocnika. Obecnie występuje w Urawa Red Diamonds.

## Kariera klubowa
Od 2007 roku występował w klubach Shonan Bellmare, Thespa Kusatsu i Urawa Red Diamonds.